# Lee Hall
Lee Hall (Newcastle upon Tyne, 20 settembre 1966) è un drammaturgo, sceneggiatore e librettista britannico.

## Biografia
Dopo gli studi al Fitzwilliam College dell'Università di Cambridge, Lee Hall si dedicò al teatro, debuttando professionalmente nel 1997 quando la sua pièce radiofonica Spoonface Steinberg fu trasmessa dalla BBC Radio 4. Autore di oltre una dozzina di drammi e commedie, tra cui gli adattamenti teatrali dei film Shakespeare in Love e Quinto potere, Hall è noto soprattutto per aver scritto la sceneggiatura del film Billy Elliot, che gli valse una nomination all'Oscar alla migliore sceneggiatura originale nel 2000.
Dopo il suo debutto cinematografico con Billy Elliot, Hall ha scritto un'altra decida di sceneggiature, tra cui quelle di Orgoglio e pregiudizio, War Horse, Rocketman e Cats. Nel 2005 ha scritto il libretto dell'adattamento musicale di Billy Elliot, Billy Elliot the Musical, con colonna sonora di Elton John; il musical si rivelò un successo internazionale e valse allo scrittore il Tony Award al miglior libretto quando lo spettacolo debuttò a Broadway nel 2009. Autore anche del libretto dell'opera lirica Beached (2011), Hall ha tradotto in inglese alcune opere teatrali dall'italiano e dal tedesco, tra cui Il servitore di due padroni, Madre Coraggio e i suoi figli e Il signor Puntila e il suo servo Matti.
Oltre al Tony Award e alla candidatura all'Oscar, la prolifica attività teatrale e cinematografica portò numerosi riconoscimenti a Hall, tra cui due Laurence Olivier Award come librettista e commediografo, il Drama League Award e l'Outer Critics Circle Award, oltre a una candidatura ai BAFTA e due ai Satellite Award. La sua sceneggiatura di Cats gli valse invece Razzie Award alla peggior sceneggiatura.
Lee Hall è sposato con la regista e baronessa Beeban Kidron dal 2003.

## Filmografia
- Billy Elliot, regia di Stephen Daldry (2000)
- Orgoglio e pregiudizio (Pride & Prejudice), regia di Joe Wright (2005)
- Toast, regia di S. J. Clarkson (2010)
- War Horse, regia di Steven Spielberg (2011)
- Vittoria e Abdul (Victoria & Abdul), regia di Stephen Frears (2017)
- Rocketman, regia di Dexter Fletcher (2019)
- Cats, regia di Tom Hooper (2019)

## Teatro
- I Luv You Jimmy Spud (1995)
- The Love Letters of Ragie Patel (1997)
- The Sorrows of Sandra Saint (1997)
- Spoonface Steinberg (1997)
- Cooking with Elvis (1999)
- NE1 (2000)
- The Chain Play (2001)
- Child of the Snow (2005)
- Two's Company (2005)
- The Pitmen Painters (2007)
- Shakespeare in Love (2014)
- Our Ladies of Perpetual Succour (2015)
- Network (2017)

## Libretti
- Billy Elliot the Musical (2005)
- Beached (2011)
- Festen (2025)